# Hoodman Blind
Hoodman Blind (Brasil: Cegueira Humana / Portugal: O Pecador Errante) é um filme norte-americano de 1923, do gênero drama, dirigido por John Ford. O filme é considerado perdido. É um remake de um filme de 1913 com o mesmo nome, dirigido por James Gordon.

## Elenco
- David Butler como Jack Yeulette
- Gladys Hulette como Nancy Yeulette / Jessie Walton
- Regina Connelly como Jessie Walton
- Frank Campeau como Mark Lezzard
- Marc McDermott como John Linden
- Trilby Clark como Mrs. John Linden
- Jack Walters como Bull Yeaman
- Eddie Gribbon como Battling Brown